# Lilla Finnartjärnen
Lilla Finnartjärnen är en sjö i Norbergs kommun i Västmanland och ingår i Norrströms huvudavrinningsområde.